# Vasilij Kosiakov
Vasilij Antonovitj Kosiakov (ryska: Василий Антонович Косяков), född 22 april 1862 i Sankt Petersburg, död där 5 september 1921, var en rysk arkitekt.
Efter Kosiakovs ritningar uppfördes Himmelsfärdskyrkan på Vasiljevskij-ön och Kronstadts havskatedral. Han gravsattes på Novodevitjiikyrkogården.